# Korsnäsgården
Korsnäsgården, ursprungligen Just nu, är namnet på en klassisk serie naturprogram som sändes i Sveriges Television från gården Kamsgärd intill sjön Hosjön utanför Knutby i Uppland mellan åren 1961 och 1984. Första utsändningen skedde 1 juni 1961.
TV-programmet var ett av Sveriges mest folkkära program under den tid det sändes, det vill säga i över 20 år. Programledare var Nils Linnman assisterad av ett antal då kända personer – Harald Wiberg (konstnär), Gunnar Brusewitz (konstnär) och journalisterna Anders Erik Malm, Gert Engström med flera. Kring Korsnäsgården har det även utgivits böcker, till exempel Året runt på Korsnäsgården (1976).